# 中国科学院长春光学精密机械与物理研究所
长春光学精密机械与物理研究所是中国科学院设在吉林省长春市的一家科研所，主要的研究领域包括发光、应用光学、光学工程、精密机械与仪器。总资产4.03亿美元。提供硕士与博士研究生教育。

## 历史
1950年8月，根据中央文教委员会的决议，中国科学院决定筹建“仪器馆”。时任中科院计划局副局长钱三强推荐大连工学院应用物理系主任王大珩负责筹建工作。1951年1月24日，中国科学院院务常务会议研究批准，在北京成立中国科学院仪器馆筹备委员会，任命中央文化部副部长丁西林为主任、王大珩为副主任。1951年3月22日，中科院在北京成立仪器馆筹备处，王大珩为副主任主持工作。1952年1月18日，中国科学院批准仪器馆筹备处与东北科学研究所（1948年底在长春市成立东北工业研究所；1949年9月改名为东北科学研究所）提出的联合在长春设立仪器馆的建议。1952年9月末，王大珩带领仪器馆筹备处全体人员迁至长春市铁北天光路，后东北科学研究所物理研究室的一部分、实验仪器工厂和东北工学院教具厂以及私营钟东仪器厂等并入仪器馆筹备处。1953年1月23日，中国科学院发出通知：“本院仪器馆筹备处工作，现已决定结束，并正式成立仪器馆，以王大珩任副馆长代理馆长职务。”1954年10月18日，中国科学院决定在仪器馆成立长度与质量计量研究小组。1955年7月30日，中国科学院招生委员会批准仪器馆研究生招生权。1957年4月28日，经中国科学院院务常务会议决定并经国务院批准，仪器馆改名为“中国科学院光学精密机械仪器研究所”（简称光机所）。1958年2月6日，光机所组建光学设计与检验、光学材料、精密机械、物理技术和光学仪器等五个研究室。1958年8月底，光机所研制出电子显微镜、高温金相显微镜、多臂投影仪、大型光谱仪、万能工具显微镜、晶体谱仪、高精度经纬仪、光电测距仪等八件代表性的精密仪器及一系列新品种光学玻璃(当时称“八大件，一个汤”)。1960年11月17日又与“长春机电研究所筹备处”合并为“光学精密机械研究所”。1967年7月，作为中国科学院新技术局口的研究所，实施军管。1971年4月7日，光机所划归国防科委第十研究院领导，改称中国人民解放军1018所。1976年1月19日，经国务院、中央军委批准划归中国科学院领导，改名为“中国科学院长春光学精密机械研究所”。
1999年合并了中国科学院长春物理研究所。
在两弹一星中发挥了关键角色。
2014年12月，中国科学院长春光学精密机械与物理研究所、吉林省政府与社会资本共同组建成立了长光卫星技术股份有限公司，该公司总注册资本19.7亿元，是中国首家商业遥感卫星公司。